# Michael Warner

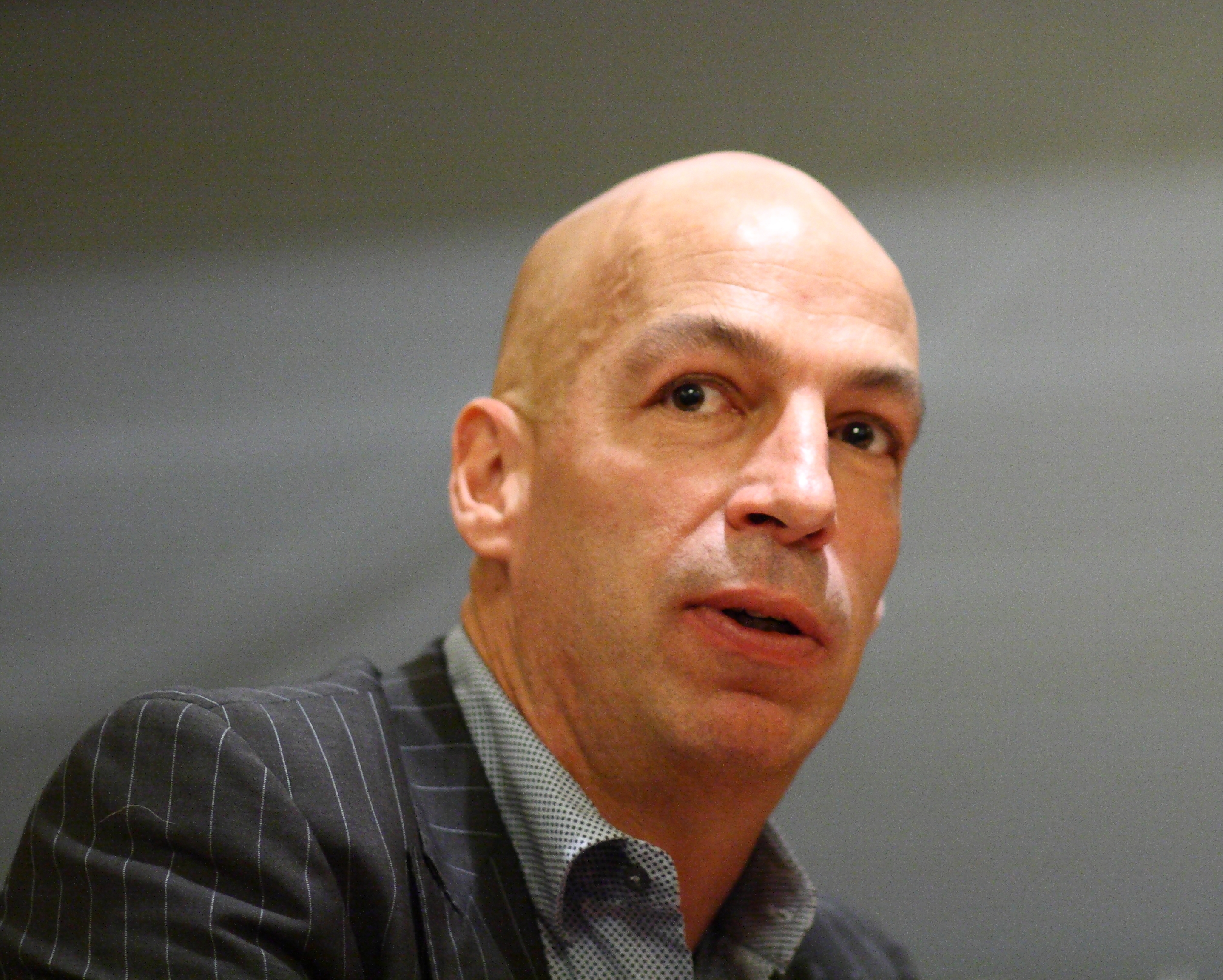
Michael Warner

Michael D. Warner (* 1958) ist ein US-amerikanischer Autor und Hochschullehrer für Englische Literatur und Amerikanistik.

## Leben
Nach seiner Schulzeit studierte Warner Englisch. 1985 gelang ihm der Ph.D. in Englisch an der Johns Hopkins University. Nach dem Ende seines Studiums erhielt Warner eine Anstellung als Hochschullehrer an der Yale University. 2013 wurde er zum Mitglied der American Academy of Arts and Sciences gewählt.
Gemeinsam mit Eve Kosofsky Sedgwick und Judith Butler gehört Warner zu den wichtigsten Vertretern und Begründern der Queer-Theorie. Warner schreibt Artikel für Artforum, The Nation, The Advocate und The Village Voice.
Warner lebt offen homosexuell in New York City und New Haven, Connecticut. Er ist „einer der bekanntesten amerikanischen Kritiker der Homo-Ehe“.

## Werke
- The Letters of the Republic. Publication and the Public Sphere in Eighteenth-Century America. Harvard University Press, Cambridge 1990
- Fear of a Queer Planet. Queer Politics and Social Theory. University of Minnesota Press, Minneapolis 1993
- mit Myra Jehlen: The English Literatures of America. Routledge, 1997
- American Sermons. The Pilgrims to Martin Luther King, Jr. Library of America, New York 1999
- The Trouble with Normal. The Free Press, New York 1999; Harvard University Press, Cambridge 2000
- Publics and Counterpublics. Zone Books, Cambridge 2002
- editiert von Michael Warner: The Portable Walt Whitman. Penguin, New York City 2003